# Camponotus lespesii
Camponotus lespesii é uma espécie de inseto do gênero Camponotus, pertencente à família Formicidae.